# Dicranomyia (Dicranomyia) perflaveola
Dicranomyia (Dicranomyia) perflaveola is een tweevleugelige uit de familie steltmuggen (Limoniidae). De soort komt voor in het Neotropisch gebied.